# 아키노 요코
아키노 요코(일본어: 秋野 暢子, 1957년 1월 18일 ~ )는 일본의 배우이다.

## 출연 작품
- 아빠 언니 (2016)
- 백설공주 살인사건 (2014)
- 바샤우마상과 빅마우스 (2013)
- 지지 않는 태양 (2009)
- 허쉬! (2001)
- 학교 4 - 15살 (2000)